# Aksel Jensen (politiker)
 Der er flere personer med dette navn, se Aksel Jensen.
Aksel Jensen (født 25. marts 1883 i Tømmerup ved Kalundborg, død 7. marts 1961 i København) var en dansk gårdejer, kreditkassedirektør og folketingsmedlem.
Han var søn af gårdejer, folketingsmand Jens Cl. Nielsen (død 1913). Han blev gift i 1908 med  Agnes (født 1884 i Ubberup), datter af gårdejer Peder Jørgensen (død 1915) og hustru Sofie født Jørgensen (død 1929).
Han fik sin uddannelse på høj- og landbrugsskole og overtog fødegården 1908. Han blev landbrugskyndig direktør i Creditkassen for Landejendomme i Østifterne 1929, formand for direktionen fra 1932.
Han var formand for Kalundborgkredsens Venstreforening 1912-1920 og for De samvirkende Venstreforeninger på Sjælland og Bornholm 1918-1929. Han var medlem af Folketinget for Venstre for Sorø Amtskreds 1920-1929 og medlem af Folketingets finansudvalg 1927-1929.
Han var formand for De samvirkende sjællandske Landboforeninger 1947-1952, medlem af bestyrelsen for De samvirkende danske Landboforeninger fra 1919 og formand 1948-1952, medlem af Landbrugsraadet fra 1948 og af dettes præsidium 1949;, medlem af akkordretten fra 1948 og af Landsskatteretten 1950-1956; vurderingsformand i Kalundborg skyldkreds 1913-1922, formand for Nordvestsjællands Højspændingselektricitetsværk 1921-1939, formand for Tømmerup Friskole 1911-1928; næstformand for Kreditforeningernes stående Fællesudvalg fra 1937, medlem af bestyrelsen for AS Genforsikringsselskabet Nerva fra 1952 og af Andels-Anstaltens Trygs kontrolkomité fra 1938; formand for Kornforædlingsfonden fra 1950, medlem af realkreditkommissionerne af 1950-52 og 1954 og af grundskyldskommissionen 1948-54. Desuden Kommandør af Dannebrog og Dannebrogsmand.